# 森翔平
森 翔平（もり しょうへい、1998年1月1日 - ）は、鳥取県鳥取市出身のプロ野球選手（投手）。左投左打。広島東洋カープ所属。

## 経歴

### プロ入り前

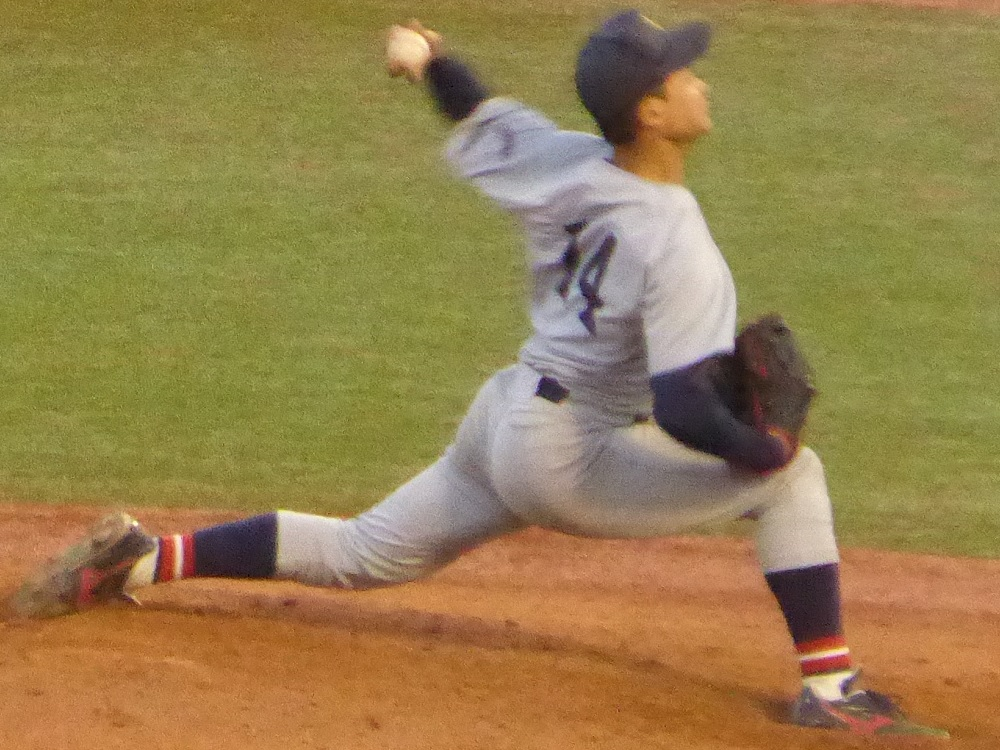
2019年11月18日 関西大学時代

鳥取市立青谷小学校1年生の時に軟式野球を始め、鳥取市立青谷中学校では硬式野球のクラブチームである鳥取クラウンボーイズでプレーした。
鳥取県立鳥取商業高等学校に進学し、1年時から一塁手のレギュラーに定着。投手も兼任した。3年春の鳥取県大会で優勝し、中国大会に出場。創志学園との1回戦で髙田萌生と投げ合ったが敗れた。同年夏の鳥取大会は準々決勝で鳥取西に敗れ敗退。3年間で甲子園出場はなかった。
関西大学に進学し、以降は投手に専念した。3年春からベンチ入りし、4年秋は先発の一角としてチームの第50回明治神宮野球大会準優勝に貢献。同大学OBの山口高志からも「全部の球種でコントロールが良い。体が強くなれば期待が持てる。」と称賛された。1学年下に高野脩汰、2学年下に野口智哉がいる。
卒業後は三菱重工神戸・高砂（体制変更に伴い2021年1月より三菱重工Westに改称）へ入社。1年目からNTT西日本の補強選手として都市対抗野球大会に出場した。2年目の2021年には社会人野球日本選手権大会に出場し、JR四国との1回戦に先発登板したが、チームはサヨナラ負けを喫し初戦敗退した。その後、9月27日の都市対抗野球大会近畿第3代表決定戦に先発登板し、パナソニックを相手に3安打完封勝利で本戦出場を決めた。
同年のドラフト会議で、広島東洋カープから2位指名を受け、12月7日に契約金7500万円、年俸1200万円で仮契約を結んだ（金額は推定）。背番号は16。三菱重工Westの2枚看板であった八木彬も千葉ロッテマリーンズから5位指名され入団した。

### 広島時代
2022年は、オープン戦で結果を残せず開幕から二軍での調整が続いていたが、6月7日に一軍に初昇格。6月12日の埼玉西武ライオンズ戦（ベルーナドーム）で3番手としてプロ初登板し、2回を投げ1失点。一軍では中継ぎ登板を重ねた後、9月7日の中日ドラゴンズ戦（バンテリンドーム）でプロ初先発し、5回1失点でプロ初勝利を挙げた。一軍では8試合に登板し、1勝0敗1ホールド、防御率1.89、二軍では主に先発で13試合登板し、4勝3敗、防御率2.75という成績を残し、ウエスタン・リーグの優秀選手賞を受賞した。また、広島の二軍戦を中継するちゅピCOMが主催する「ちゅピCOM若ゴイ大賞」の年間大賞にも選出されている。オフに、200万円増となる推定年俸1400万円で契約を更改した。
2023年は開幕二軍スタートとなった。6月17日に一軍に昇格したが、3番手として登板した翌日の西武戦（MAZDA Zoom-Zoom スタジアム広島）では外崎修汰に本塁打を打たれるなど、2/3回を投げて2失点の内容だった。6月25日の読売ジャイアンツ戦（MAZDA Zoom-Zoom スタジアム広島）に同年初先発をし、5回2失点でプロ2勝目となる同年初勝利を挙げた。7月9日の中日戦（バンテリンドーム ナゴヤ）では涌井秀章からプロ入り後初安打を打って西川龍馬の先制3点本塁打に繋げ、投げても5回を福田永将のソロ本塁打の1点に抑えて、2勝目を挙げた。最終的に12試合に登板し、4勝2敗、防御率4.53を記録。11月15日、400万円増となる推定年俸1800万円で契約を更改した。
2024年は、春先に投球フォームを崩し結果を出せず、前年同様二軍スタートとなった。その後復調し8月9日に一軍昇格、同日の対阪神戦（京セラドーム）にシーズン初先発。5回3安打1失点（自責0）の好投を見せ、打線の援護にも恵まれ約1年ぶりに勝利投手となった。9月14日の対阪神戦（甲子園球場）では6回を3安打無失点に抑えるも後続が同点を許し、9月23日の対中日戦（バンテリンドーム）では8回5安打1失点でプロ初完投を記録するも、打線の援護が無く敗戦投手となるなど、シーズン終盤にも好投を見せたが勝ちに繋がらなかった。シーズン通算成績は5登板(5先発)、1勝3敗、防御率2.70。10月29日に200万増の推定年俸2000万円で契約更改した。

## 選手としての特徴・人物
直球と変化球を自在に操り、緩急をつけた投球が持ち味の左腕。直球はプロ入り後に最速154km/hを記録。変化球はカットボールを最大の武器とし、その他カーブ、スライダー、チェンジアップ、フォークを投げる。
愛称は「モリショー」、「もりちゃん」。
鳥取商業高校野球部出身の選手では初めて、NPBのドラフト会議で指名を受けた。

## 詳細情報

### 年度別投手成績
| 年 度     | 球 団     | 登 板 | 先 発 | 完 投 | 完 封 | 無 四 球 | 勝 利 | 敗 戦 | セ 丨 ブ | ホ 丨 ル ド | 勝 率 | 打 者 | 投 球 回 | 被 安 打 | 被 本 塁 打 | 与 四 球 | 敬 遠 | 与 死 球 | 奪 三 振 | 暴 投 | ボ 丨 ク | 失 点 | 自 責 点 | 防 御 率 | W H I P |
| --------- | --------- | ----- | ----- | ----- | ----- | -------- | ----- | ----- | -------- | ----------- | ----- | ----- | -------- | -------- | ----------- | -------- | ----- | -------- | -------- | ----- | -------- | ----- | -------- | -------- | ------- |
| 2022      | 広島      | 8     | 2     | 0     | 0     | 0        | 1     | 0     | 0        | 1           | 1.000 | 87    | 19.0     | 22       | 1           | 8        | 0     | 1        | 10       | 2     | 0        | 5     | 4        | 1.89     | 1.58    |
| 2023      | 広島      | 12    | 10    | 0     | 0     | 0        | 4     | 2     | 0        | 0           | .667  | 224   | 51.2     | 58       | 7           | 10       | 0     | 1        | 38       | 0     | 1        | 29    | 26       | 4.53     | 1.32    |
| 2024      | 広島      | 5     | 5     | 1     | 0     | 0        | 1     | 3     | 0        | 0           | .250  | 109   | 26.2     | 25       | 1           | 4        | 1     | 1        | 17       | 0     | 0        | 10    | 8        | 2.70     | 1.09    |
| 通算：3年 | 通算：3年 | 25    | 17    | 1     | 0     | 0        | 6     | 5     | 0        | 1           | .545  | 420   | 97.1     | 105      | 9           | 22       | 1     | 3        | 65       | 2     | 1        | 44    | 38       | 3.51     | 1.30    |

- 2024年度シーズン終了時

### 年度別守備成績
| 年 度 | 球 団 | 投手  | 投手  | 投手  | 投手  | 投手  | 投手     |
| 年 度 | 球 団 | 試 合 | 刺 殺 | 補 殺 | 失 策 | 併 殺 | 守 備 率 |
| ----- | ----- | ----- | ----- | ----- | ----- | ----- | -------- |
| 2022  | 広島  | 8     | 1     | 7     | 0     | 0     | 1.000    |
| 2023  | 広島  | 12    | 5     | 11    | 0     | 2     | 1.000    |
| 2024  | 広島  | 5     | 3     | 10    | 0     | 0     | 1.000    |
| 通算  | 通算  | 25    | 9     | 28    | 0     | 2     | 1.000    |

- 2024年度シーズン終了時

### 記録

#### 初記録
投手記録
- 初登板：2022年6月12日、対埼玉西武ライオンズ3回戦（ベルーナドーム）、5回裏に3番手で救援登板、2回1失点[14]
- 初奪三振：同上、6回裏に山川穂高から空振り三振[要出典]
- 初ホールド：2022年6月23日、対阪神タイガース11回戦（MAZDA Zoom-Zoom スタジアム広島）、6回表に2番手で救援登板、2回無失点[要出典]
- 初先発登板・初勝利・初先発勝利：2022年9月7日、対中日ドラゴンズ22回戦（バンテリンドーム ナゴヤ）、5回1失点[42]
- 初完投：2024年9月23日、対中日ドラゴンズ24回戦（バンテリンドーム ナゴヤ）、8回1失点で敗戦投手[28]
- 初完投勝利・初完封：2025年6月8日、対埼玉西武ライオンズ3回戦（MAZDA Zoom-Zoom スタジアム広島）、9回無失点[43]

打撃記録
- 初打席：2022年9月7日、対中日ドラゴンズ22回戦（バンテリンドーム ナゴヤ）、3回表に松葉貴大から見逃し三振[要出典]
- 初安打：2023年7月9日、対中日ドラゴンズ13回戦（バンテリンドーム ナゴヤ）、3回表に涌井秀章から左前安打[22][44]
- 初打点：2023年8月2日、対横浜DeNAベイスターズ17回戦（MAZDA Zoom-Zoom スタジアム広島）、2回裏に濵口遥大から遊ゴロの間に記録[45]

### 背番号
- 16[10]（2022年 - ）